# Fursac
Fursac é uma comuna francesa na região administrativa da Nova Aquitânia, no departamento de Creuse. Estende-se por uma área de 59.03 km². Em 2010 a comuna tinha 1 510 habitantes (densidade: 25,6 hab./km²).
Foi criada em 1 de janeiro de 2017, a partir da fusão das antigas comunas de Saint-Étienne-de-Fursac (sede da comuna) e Saint-Pierre-de-Fursac.